# قائمة البعثات الدبلوماسية في جزر سليمان

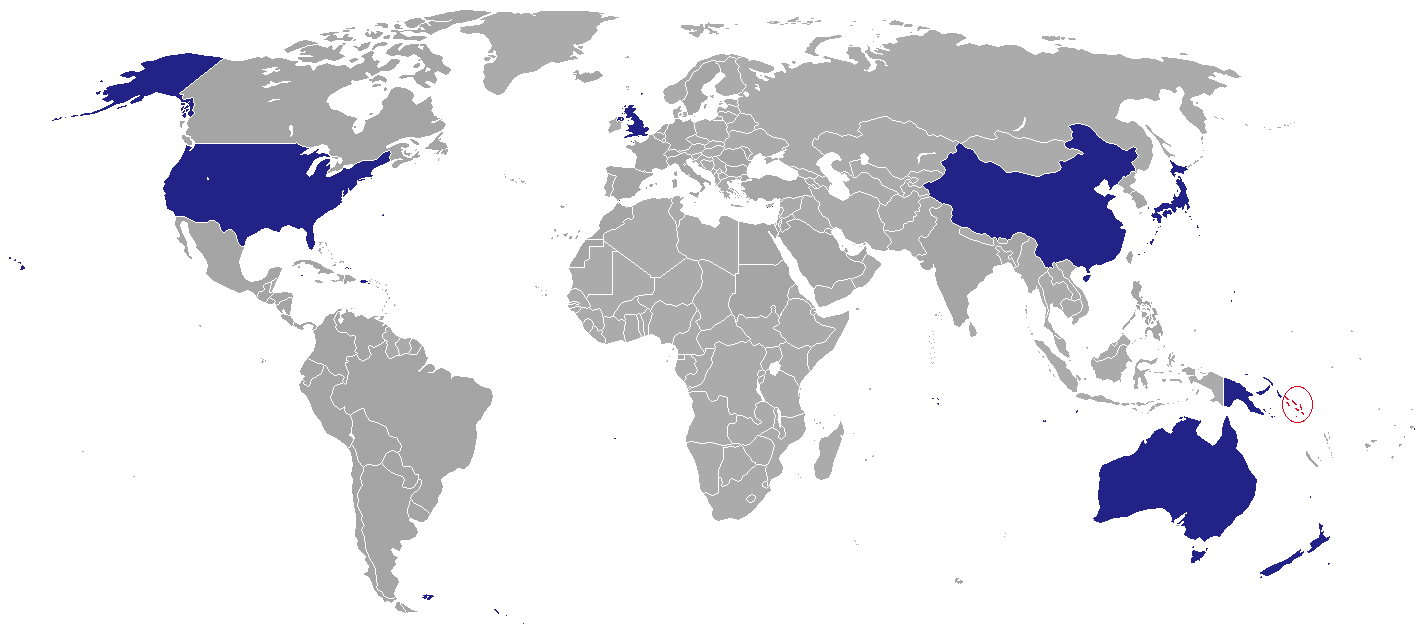
البعثات الدبلوماسية في جزر سليمان

تسرد هذه المقالة «البعثات الدبلوماسية في جزر سليمان». تستضيف العاصمة هونيارا حاليًا 6 سفارات. العديد من البلدان الأخرى ممثلة إما بسفاراتها في كانبرا أو بورت مورسبي.

## السفارات / المفوضيات العليا فيهونيارا
- أستراليا
- الصين
- اليابان
- نيوزيلندا
- بابوا غينيا الجديدة
- المملكة المتحدة

## القنصليات الفخرية
- فرنسا
- ألمانيا
- كوريا الجنوبية
- ماليزيا
- إسرائيل
- السويد
- تركيا

## وظائف أخرى في هونيارا
- الولايات المتحدة (وكالة قنصلية)
- الاتحاد الأوروبي

## السفارات والمفوضيات العليا غير المقيمة
مقيم في كانبرا، ما لم يذكر خلاف ذلك.
- أستراليا
- الجزائر
- أفغانستان
- النمسا
- بلجيكا
- بوتسوانا
- البرازيل
- كندا
- كولومبيا
- كرواتيا (جاكرتا)
- كوبا[1]
- قبرص[2]
- الدنمارك (سنغافورة)
- مصر
- فيجي (بورت مورسبي)
- فنلندا
- فرنسا (مرفئ مويسبي)
- ألمانيا
- غينيا (طوكيو)
- اليونان[3]
- غواتيمالا (نيويورك)
- غينيا بيساو (بكين)
- الكرسي الرسولي (Port Moresby)[4]
- هايتي (طوكيو)
- ساحل العاج (طوكيو)
- الهند (مرفئ مويسبي)[5]
- إندونيسيا (مرفئ مويسبي)
- أيرلندا
- إسرائيل (بيت المقدس)[6]
- إيطاليا
- قرغيزستان (طوكيو)
- ليبيا
- ليسوتو (طوكيو)
- جزر المالديف (كوالالمبور)
- ماليزيا (Port Moresby)[7]
- المغرب
- مالطا (فاليتا)[8]
- المكسيك
- النرويج
- هولندا
- البرتغال
- باكستان (ويلينغتون)
- فلسطين
- الفلبين (مرفئ مويسبي)
- البرتغال
- رومانيا[9]
- صربيا
- سيراليون (بكين)
- سنغافورة (بورت مورسبي)
- جنوب إفريقيا
- السعودية
- كوريا الجنوبية (مرفئ مويسبي)
- إسبانيا
- السويد (ستوكهولم)
- سويسرا
- سوازيلاند (كوالالمبور)
- تايلاند[10]
- توغو
- تركمانستان (طوكيو)
- تركيا[11]
- تونس (طوكيو)
- الإمارات العربية المتحدة
- أوكرانيا[12]
- الولايات المتحدة (Port Moresby)
- أوغندا
- فيتنام
- زيمبابوي (طوكيو)
- زامبيا (طوكيو)

## السفارات السابقة
- تايوان (مغلق 2019)